# Cristian Albu
Cristian Alexandru Albu (Bucarest, 17 agosto 1993) è un calciatore rumeno, centrocampista del Chindia Târgoviște.

## Carriera

### Club
Ha giocato nel campionato rumeno, alternandosi tra la prima e la seconda divisione.

### Nazionale
Nel 2021 ha esordito in nazionale.